# Дублін (Пенсільванія)
Дублін (англ. Dublin) — місто (англ. borough) в США, в окрузі Бакс штату Пенсільванія. Населення — 2177 осіб (2020).

## Географія
Дублін розташований за координатами 40°22′37″ пн. ш. 75°12′21″ зх. д. / 40.37694° пн. ш. 75.20583° зх. д. (40.376919, -75.205949).  За даними Бюро перепису населення США в 2010 році місто мало площу 1,51 км², з яких 1,51 км² — суходіл та 0,00 км² — водойми.

### Клімат
| Клімат : Дублін         | Клімат : Дублін | Клімат : Дублін | Клімат : Дублін | Клімат : Дублін | Клімат : Дублін | Клімат : Дублін | Клімат : Дублін | Клімат : Дублін | Клімат : Дублін | Клімат : Дублін | Клімат : Дублін | Клімат : Дублін | Клімат : Дублін |
| Показник                | Січ.            | Лют.            | Бер.            | Квіт.           | Трав.           | Черв.           | Лип.            | Серп.           | Вер.            | Жовт.           | Лист.           | Груд.           | Рік             |
| Абсолютний максимум, °C | 21,1            | 25,2            | 30,0            | 33,8            | 34,3            | 34,8            | 38,7            | 36,9            | 35,8            | 31,3            | 26,5            | 23,4            | 38,7            |
| Середній максимум, °C   | 3,2             | 5,1             | 9,7             | 16,6            | 22,0            | 26,7            | 29,0            | 28,1            | 24,3            | 17,9            | 11,8            | 5,5             | 16,7            |
| Середня температура, °C | −1,7            | −0,1            | 4,1             | 10,2            | 15,6            | 20,6            | 23,1            | 22,2            | 18,1            | 11,8            | 6,4             | 0,8             | 11,0            |
| Середній мінімум, °C    | −6,5            | −5,3            | −1,5            | 3,8             | 9,2             | 14,4            | 17,1            | 16,3            | 11,9            | 5,7             | 0,9             | −3,9            | 5,2             |
| Абсолютний мінімум, °C  | −25,3           | −20,9           | −17             | −8,9            | −0,3            | 4,3             | 7,9             | 4,9             | 1,0             | −5,1            | −12,1           | −19,7           | −25,3           |
| Норма опадів, мм        | 87              | 70              | 97              | 104             | 110             | 111             | 125             | 102             | 116             | 109             | 95              | 102             | 1229            |
| Вологість повітря, %    | 68.1            | 64.8            | 60.3            | 59.0            | 63.6            | 69.5            | 69.2            | 71.8            | 73.1            | 71.7            | 70.4            | 70.1            | 67.7            |
| ----------------------- | --------------- | --------------- | --------------- | --------------- | --------------- | --------------- | --------------- | --------------- | --------------- | --------------- | --------------- | --------------- | --------------- |
| Джерело: PRISM          |                 |                 |                 |                 |                 |                 |                 |                 |                 |                 |                 |                 |                 |

## Демографія
Згідно з переписом 2010 року, у селищі мешкало 2158 осіб у 902 домогосподарствах у складі 538 родин. Густота населення становила 1428 осіб/км².  Було 959 помешкань (635/км²).
Расовий склад населення:
| - 90,5 % — білих - 2,0 % — азіатів - 1,4 % — чорних або афроамериканців - 0,1 % — корінних американців - 3,9 % — осіб інших рас |

До двох чи більше рас належало 2,1 %. Частка іспаномовних становила 8,9 % від усіх жителів.
За віковим діапазоном населення розподілялося таким чином: 24,0 % — особи молодші 18 років, 66,1 % — особи у віці 18—64 років, 9,9 % — особи у віці 65 років та старші. Медіана віку мешканця становила 36,6 року. На 100 осіб жіночої статі у селищі припадало 102,2 чоловіків;  на 100 жінок у віці від 18 років та старших — 99,9 чоловіків також старших 18 років.
Середній дохід на одне домашнє господарство  становив 75 358 доларів США (медіана — 54 688), а середній дохід на одну сім'ю — 91 254 долари (медіана — 80 938). Медіана доходів становила 51 157 доларів для чоловіків та 44 375 доларів для жінок. За межею бідності перебувало 7,3 % осіб, у тому числі 8,7 % дітей у віці до 18 років та 5,8 % осіб у віці 65 років та старших.
Цивільне працевлаштоване населення становило 1186 осіб. Основні галузі зайнятості: освіта, охорона здоров'я та соціальна допомога — 20,7 %, виробництво — 13,3 %, роздрібна торгівля — 11,7 %, фінанси, страхування та нерухомість — 10,6 %.